# Xã Elk Lake, Quận Grant, Minnesota
Xã Elk Lake (tiếng Anh: Elk Lake Township) là một xã thuộc quận Grant, tiểu bang Minnesota, Hoa Kỳ. Năm 2010, dân số của xã này là 281 người.